# Romāns Mickevičs
Romāns Mickevičs (* 29. März 1993 in Riga) ist ein lettischer Fußballspieler.

## Karriere

### Verein
Mickevičs debütierte im April 2010 für den FC Tranzit in der Virslīga, als er am dritten Spieltag der Saison 2010 gegen den FK Ventspils in der Startelf stand und in der Halbzeitpause durch Edgars Kārkliņš ersetzt wurde. Für Tranzit kam er bis Saisonende zu 15 Einsätzen in der höchsten lettischen Spielklasse, aus der er mit dem Verein zu Saisonende allerdings abstieg, nachdem man nicht zur Relegation angetreten war. Daraufhin wechselte er zur Saison 2011 zum Erstligisten FK Jūrmala. Nachdem er für Jūrmala nur zu zwei Einsätzen gekommen war, wechselte er im Juli 2011 zum Zweitligisten FK Spartaks Jūrmala. Mit Spartaks stieg er zu Saisonende in die Virslīga auf.
Im April 2012 erzielte Mickevičs bei einem 3:1-Sieg gegen den FB Gulbene sein erstes Tor in der höchsten lettischen Spielklasse. In der ersten Saison mit Spartaks in der ersten Liga kam er zu 29 Einsätzen, in denen er drei Tore erzielte. In der Saison 2013 absolvierte er 20 Spiele und erzielte dabei ein Tor. In der Saison 2014 kam er zu 30 Einsätzen, in denen er ein Tor erzielte. Mit Spartaks beendete er die Spielzeit als Sechster, wodurch man sich, nachdem der FK Liepāja und der FC Daugava Daugavpils keine Lizenz erhalten hatten, erstmals in der Vereinsgeschichte für den Europacup qualifizierte. In der Qualifikation zur UEFA Europa League in der folgenden Spielzeit scheiterte er mit dem Verein in der zweiten Runde am FK Vojvodina; Mickevičs absolvierte alle vier Qualispiele von Spartaks. In der Liga kam er in der Saison 2015 auf 23 Einsätzen, in denen er drei Mal traf.
Zur Saison 2016 wechselte er zum Ligakonkurrenten FK Liepāja. Mit Liepāja, das in der vorangegangenen Spielzeit Meister geworden war, nahm er an der Qualifikation zur UEFA Champions League teil, in der man jedoch in der zweiten Runde dem FC Red Bull Salzburg unterlag. In der Liga kam er in jener Saison zu 27 Einsätzen für Liepāja, in denen er zwei Tore erzielte. Nach weiteren vier Einsätzen in der Saison 2017 wurde er im Juni 2017 an den Ligakonkurrenten Riga FC verliehen. Für Riga kam er bis Saisonende zu acht Einsätzen. Zur Saison 2018 wurde er vom Hauptstadtklub fest unter Vertrag genommen. In jener Spielzeit kam er zu neun Einsätzen für Riga und wurde mit dem Verein erstmals in der Vereinsgeschichte Meister.
Zur Saison 2019 wechselte Mickevičs innerhalb der Virslīga zum FK Ventspils. Für Ventspils kam er zu 23 Erstligaeinsätzen, in denen er drei Tore erzielte. Nach der Saison 2019 verließ er den Verein. Im Februar 2020 absolvierte er ein erfolgloses Probetraining beim österreichischen Zweitligisten SKU Amstetten. Zur Saison 2020 wechselte er innerhalb Lettlands zum Erstligaaufsteiger FK Tukums 2000/TSS. Nach sieben Einsätzen für Tukums kehrte er im Juli 2020 zu Spartaks Jūrmala zurück. Von dort wechselte er am Jahresende zum polnischen Drittligisten KKS 1925 Kalisz. Im August 2021 schloss er sich Mikkelin Kissat in der finnischen Kakkonen an. Den Verein verließ er nach der Saison 2021.

### Nationalmannschaft
Mickevičs spielte 2011 für die lettische U-18-Auswahl. 2013 kam er mindestens zwei Mal für die U-21-Mannschaft zum Einsatz.

## Erfolge
Riga FC
- Lettischer Meister: 2018
- Lettischer Pokalsieger: 2018